# Cilindroide

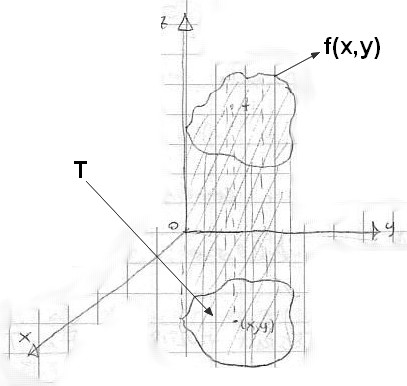
Grafico del cilindroide

In matematica, un cilindroide è una generalizzazione del cilindro.

## Definizione
Sia {\displaystyle f\colon T\longrightarrow \mathbb {R} } con {\displaystyle T\subseteq \mathbb {R} ^{2}} (insieme limitato e misurabile) e {\displaystyle f} una funzione continua. Si dice cilindroide di base {\displaystyle T} relativo a {\displaystyle f} l'insieme
{\displaystyle U:=\{(x,y,z)|(x,y)\in T,\ 0\leq z\leq f(x,y)\}}.
Si tratta di una figura geometrica solida il cui volume (la misura di {\displaystyle U}) è pari all'integrale doppio della funzione nell'insieme {\displaystyle T} considerato: questo rappresenta proprio l'oggetto dell'integrazione: {\displaystyle \mathrm {mis} U=\iint _{T}f(x,y)dxdy}.

### Rettangoloide

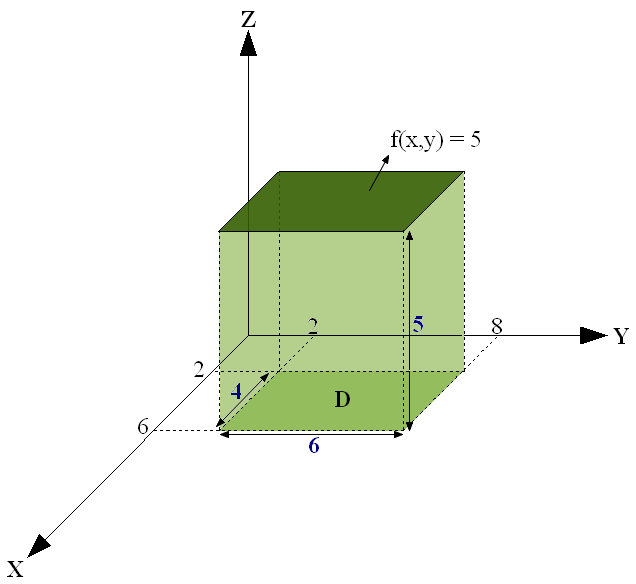
Un parallelepipedo, un rettangoloide particolare

Il rettangoloide è un particolare cilindroide la cui base è delimitata da due rette della forma {\displaystyle x=k} e da due rette della forma {\displaystyle y=h}, con {\displaystyle h} e {\displaystyle k} fissati.